# Estadio Nacional de Cabo Verde
El Estadio Nacional es un recinto deportivo propiedad del Gobierno de Cabo Verde, situado en Monte Vaca en la ciudad de Praia, capital de Cabo Verde.

## Historia
La primera piedra fue puesta en octubre de 2010, y la obra ha sido financiada por la República Popular China. Inicialmente iba a tener una capacidad de 10.000 espectadores, pero se logró el financiamiento de la obra para tener los 15.000 espectadores de la actualidad.
Se inauguró el 23 de agosto de 2014 con un partido disputado entre las selecciones femeninas de fútbol de las islas de Barlovento contra las islas de Sotavento, con el resultado de empate a cero. En la ceremonia de inauguración también hubo pruebas de atletismo, demostraciones de karate y taekwondo.
El primer juego oficial a nivel internacional tuvo lugar el 10 de septiembre entre las selecciones de fútbol de Cabo Verde y Zambia en partido de clasificación para Copa Africana de Naciones 2015 con victoria del equipo anfitrión.

## Instalaciones
Tiene un campo de fútbol de césped artificial que cumple con los requisitos de la FIFA, una pista de atletismo con ocho calles.